# John Carteret
John Carteret, II Conde Granville, VII Señor de Sark (22 de abril de 1690 - 2 de enero de 1763), comúnmente conocido por su título anterior Lord Carteret, fue un político y diplomático británico, bisnieto de sir George Carteret. Estudió en la Universidad de Oxford. Accedió al título de barón en 1695 y ocupó un escaño en la Cámara de los Lores en 1711. Fue Señor de Sark desde 1715 hasta 1720 cuando vendió el feudo. Ocupó (en ausencia) el cargo de alguacil de Jersey desde 1715 hasta 1763.
Carteret fue nombrado embajador en Suecia en 1719, secretario de Estado en 1721, y lugarteniente de Irlanda en 1724. Entre 1730 y 1742, encabezó en la Cámara de los Lores la oposición frente al gobierno de Robert Walpole. Cuando cayó el gobierno de Walpole en 1742, Carteret volvió a ser nombrado secretario de Estado. En este cargo, que desempeñó durante dos años, fue el miembro más influyente del gabinete. Desde 1751 hasta 1763, Carteret trabajó como lord presidente del Consejo Privado.

## Literatura
- Basil Williams. Carteret and Newcastle. A Contrast in Contemporaries. 1ª ed. nueva impresión. Cass, Cambridge 1966.